# Teamwork Motion Pictures
Teamwork Motion Pictures (天幕製作) est une société de production et de distribution de cinéma hongkongaise ayant existé de 1991 à 2004. Fondée par l'acteur et chanteur Andy Lau, elle est renommée Focus Group Holdings Limited en 2004 après d'intenses procédures judiciaires avec son associé Clement Mak.

## Histoire
En 2000, Andy Lau investit et s'associe avec Clement Mak de CCT Telecoms pour former Teamwork Group, qui comprend la société principale et quatre grandes filiales :
- Teamwork Corporation Limited, une société de portefeuille.
- Topman Global Limited, une agence artistique.
- Topman Holdings Limited, responsable de la propriété et de la gestion de tous les droits de propriété intellectuelle des artistes sur le contenu et les films assignés.
- Andy World Club Limited, qui s'engage dans l'organisation de fonctions et d'activités.

## Films
Teamwork a produit un total de seize films, tels que Saviour of the Soul, Moon Warriors, Dance of a Dream, A Fighter's Blues et Fulltime Killer, dans lesquels Lau est à chaque fois acteur et producteur, tandis que Clement Mak est le diffuseur.

## Procès
La collaboration de Lau avec CCT Telecoms et son associé, Clement Mak, s'envenime en juin 2002 lors de l'expiration de son contrat de gestion d'artistes qui n'est pas renouvelé. CCT Telecoms envoie par la suite des lettres de restriction à plusieurs sociétés de production pour qu'elles n'engagent pas Lau dans leurs projets. Celui-ci réplique alors en envoyant une lettre d'avocat demandant 15 millions HK$ de salaire à Teamwork.
Noble Trend International, une filiale de CCT, dépose ensuite un procédure judiciaire pour réclamer 150 millions HK$ de dommages et intérêts et une injonction adressée à Lau pour violation du contrat d'actionnaires. CCT Telecoms envoie en outre une autre ordonnance d'injonction à Lau pour sa participation au film Infernal Affairs (2002). Lau déclare alors : « Cette affaire me fait clairement voir que je ne suis pas fait pour être patron. Dorénavant, je ne veux qu'être artiste ».
Le procès menaçant sa carrière dure des mois et l'audience a lieu le 31 octobre 2002. Des allégations et des rumeurs de règlement à l'amiable impliquant toutes sortes de conditions commencent à se répandre dans les journaux. Le procès aboutit en effet à un règlement à l'amiable le jour de l'audience puisque Lau prend le contrôle total de Teamwork Group sans débourser un centime et est cité pour avoir déclaré : « Je suis tellement heureux que tous mes problèmes aient été réglés de manière juste. Actuellement, toutes les affaires sont communiquées à mes avocats et les autres parties me demandent de ne pas révéler les détails du règlement. Il est donc peu pratique de révéler quoi que ce soit. Ce que je peux dire, c'est que j'ai récupéré ce que je méritais... ».
Plus tard, Lau renomme la société en Focus Group Holdings Limited pour prendre un nouveau départ

## Filmographie
- Give Them a Chance (2003)
- The Runaway Pistol (2002)
- Fulltime Killer (2001)
- Dance of a Dream (2001)
- A Fighter's Blues (2000)
- The Longest Summer (en) (1998)
- Made in Hong Kong (1997)
- Thanks for Your Love (1996)
- Tian Di (1994)
- Women on the Run (1993)
- Days of Tomorrow (1993)
- Moon Warriors (1992)
- Saviour of the Soul 2 (1992)
- Never-Ending summer (1992)
- Gameboy Kids (1992)
- Saviour of the Soul (1991)

## Ancien logo

Premier logo de Teamwork